# Aituaria nataliae
Aituaria nataliae là một loài nhện trong họ Nesticidae.
Loài này thuộc chi Aituaria. Aituaria nataliae được Esyunin & Efimik miêu tả năm 1998.